# Julia Ituma
Julia Ituma (Milano, 8 ottobre 2004 – Istanbul, 13 aprile 2023) è stata una pallavolista italiana, di ruolo opposto.

## Biografia
Di origini nigeriane, inizialmente pratica pallacanestro; successivamente, su consiglio della madre, si avvicina alla pallavolo.
All'alba del 13 aprile 2023, dopo la partita di ritorno delle semifinali di Champions League, si è suicidata gettandosi dal sesto piano di un albergo di Istanbul, in cui la sua squadra soggiornava.

## Carriera

### Club
La carriera di Julia Ituma inizia nella stagione 2019-20 quando entra a far parte della squadra federale del Club Italia, in Serie A2, a cui resta legata per tre stagioni.
Nell'annata 2022-23 viene ingaggiata dall'AGIL, esordendo in Serie A1.

### Nazionale
Nel 2019 fa parte della nazionale italiana under 16: vince la medaglia d'argento al campionato continentale. Nel 2020 è in quella under 17, con cui chiude al quarto posto il campionato europeo, mentre, l'anno successivo, è convocata sia nella nazionale under 20, aggiudicandosi la medaglia d'oro al campionato mondiale, che in quella under 18, conquistando l'argento al campionato mondiale: in quest'ultimo torneo, oltre a essere la miglior realizzatrice, ottiene il premio di miglior schiacciatrice. Nel 2022 è nella selezione under 19, trionfando al XVI Festival olimpico estivo della gioventù europea e al campionato europeo, dove è premiata come MVP.

## Palmarès

### Nazionale (competizioni minori)
- Campionato europeo under 16 2019
- Campionato mondiale under 20 2021
- Campionato mondiale under 18 2021
- Festival olimpico estivo della gioventù europea 2021
- Campionato europeo under 19 2022

### Premi individuali
- 2021 - Campionato mondiale under 18: Miglior schiacciatrice
- 2022 - Campionato europeo under 19: MVP

## Statistiche

### Club
| Stagione  | Squadra     | Campionato | Campionato | Campionato | Coppe nazionali | Coppe nazionali | Coppe nazionali | Coppe continentali | Coppe continentali | Coppe continentali | Altre coppe | Altre coppe | Altre coppe | Totale | Totale |
| Stagione  | Squadra     | Comp       | Pres       | Punti      | Comp            | Pres            | Punti           | Comp               | Pres               | Punti              | Comp        | Pres        | Punti       | Pres   | Punti  |
| --------- | ----------- | ---------- | ---------- | ---------- | --------------- | --------------- | --------------- | ------------------ | ------------------ | ------------------ | ----------- | ----------- | ----------- | ------ | ------ |
| 2019-2020 | Club Italia | A2         | 19         | 45         | -               | -               | -               | -                  | -                  | -                  | -           | -           | -           | 19     | 45     |
| 2020-2021 | Club Italia | A2         | 24         | 155        | -               | -               | -               | -                  | -                  | -                  | -           | -           | -           | 24     | 155    |
| 2021-2022 | Club Italia | A2         | 27         | 366        | -               | -               | -               | -                  | -                  | -                  | -           | -           | -           | 27     | 366    |
| 2022-2023 | AGIL        | A1         | 25         | 39         | CI              | 2               | 0               | CL                 | 10                 | 20                 | SI          | 1           | 3           | 38     | 62     |